# 석유난로

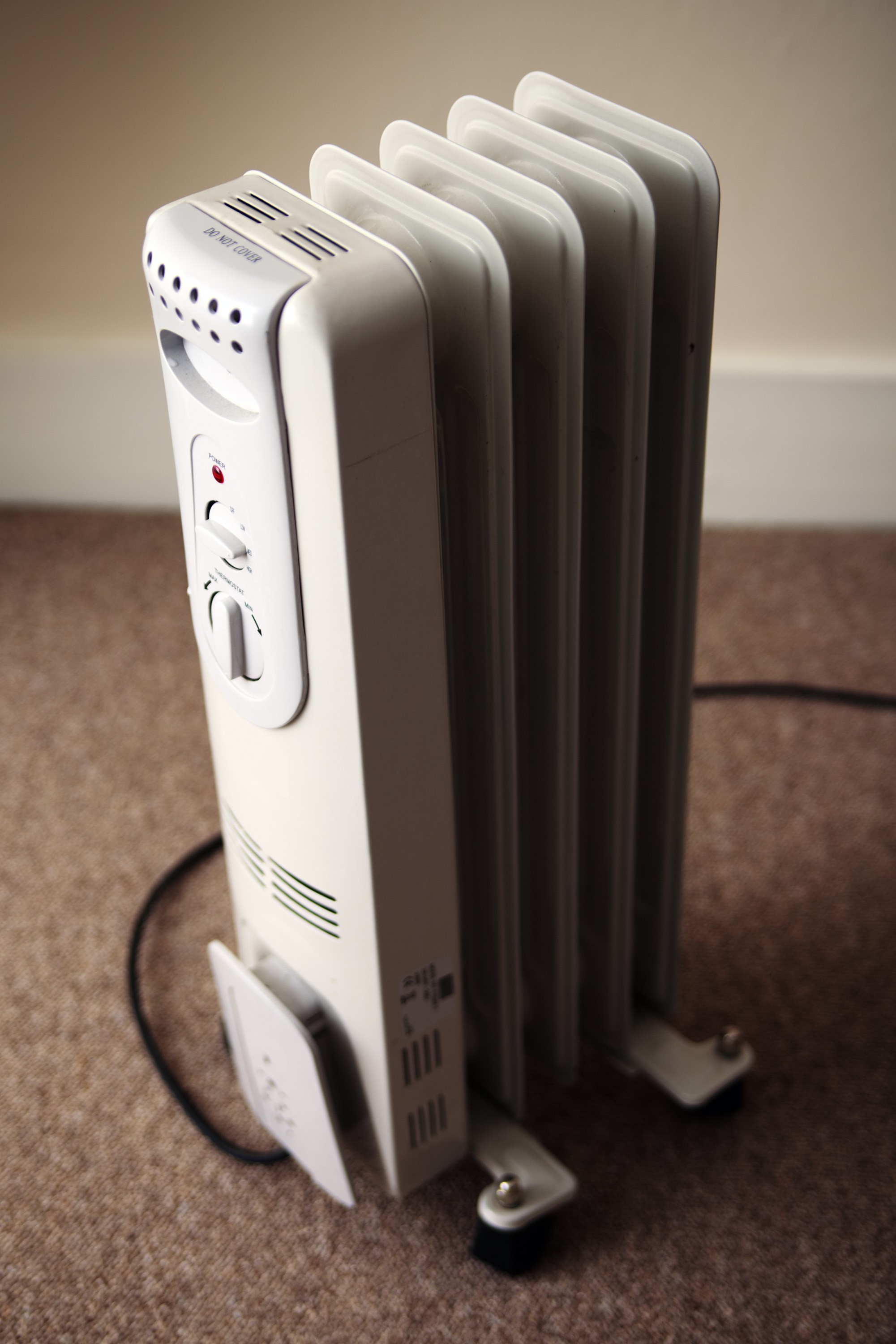

석유난로(石油煖爐, 영어: Oil heater)는 등유(燈油)를 연료로 하는 난로이다. 연료비가 싸고 가스나 전기 난로와는 달리 배관이나 배선이 필요 없으며, 이동하기 쉽다는 여러 가지 이점이 있으나, 관리가 충분하지 못하면 매연이나 냄새가 나는 결점이 있다.
석유난로는 석유를 연소시키는 방법에 따라 2종으로 구별한다. 한가지 방식은 석유탱크 속에 압력을 가해서 노즐에서 분사하는 석유를 예열, 가스화하여 석유가스를 연소시키는 ‘석유가스난로’이고, 또 하나는 석유를 심지로 빨아올려 기화연소시키는 ‘오일 스토브’이다. 전자는 예열에 시간이 걸리고, 펌프 조작이나 노즐 청소 등에 약간 귀찮은 조작이 뒤따르며, 분사되는 불꽃이 소리를 내면서 연소되는 단점들이 있어 제품의 수가 차차 줄어들었다. 반면에 오일 스토브는 시간도 걸리지 않고 관리도 비교적 쉬워서 여러 가지 형식의 제품이 시장에 등장하였다.
대형의 원통꼴로 된 심지로 흡수된 석유는 심지의 상단 안쪽에 접해 있는 스프레더(spreader)라 불리는 철제 캡의 조그만 여러 개의 불구멍으로 기화하여 연소한다. 스프레더의 아래쪽은 굵은 원통이며 심지통 속을 통해서 탱크를 지나 밑바닥으로 연결되어 다량의 1차공기를 스프레더에 공급한다. 스프레더 위에는 굵고도 상당히 긴 철제 연소통이 세워져 있어서 공기의 대류(對流)를 쉽게 한다. 심지는 치차(齒車)와 손잡이에 의해 오르내리면서 화력을 조절하거나 불을 끄도록 되어 있다.
‘복사형(輻射型) 석유난로’는 연소통 상단 가까이까지 약간 짧은 스프레더가 올라오고, 그 위에 나선형(螺旋型)으로 감은 니크롬선의 코일과 돔형(dome 型)의 그물이 있는데 이 부분이 적열(赤熱)하여 적외선(赤外線)을 방사(放射)하는 구조로 되어 있다. 적외선을 앞쪽으로 반사하기 위한 포물곡면을 가진 금속반사판을 뒷면에 설치한 것이 많다.
석유난로는 버너의 크기에 따라 발열량(發熱量)이 다르지만 석유소비량은 거의 비슷하여 100cc당 900kcal 정도이다.

## 같이 보기
- 바닥밑 난방(en:Underfloor heating)
- 대류 난방기(en:Convection heater)
- 라디에이터
- 보일러
- 코타츠
- 이로리
- 난로
  - 벽난로
  - 전기난로
- 온돌
- 강
- 화로
- 하이포코스트
- 전기장판
- 중앙 난방